# Ponte da Barca
Ponte da Barca és un municipi portuguès, situat al districte de Viana do Castelo, a la regió del Nord i a la subregió de Minho-Lima. L'any 2004 tenia 13.026 habitants. Es divideix en 25 freguesies. Limita al nord amb Arcos de Valdevez, a l'est amb Galícia, al sud amb Terras de Bouro i Vila Verde i a l'oest amb Ponte de Lima.

## Població
| Població del concelho de Ponte da Barca (1801 – 2004) | Població del concelho de Ponte da Barca (1801 – 2004) | Població del concelho de Ponte da Barca (1801 – 2004) | Població del concelho de Ponte da Barca (1801 – 2004) | Població del concelho de Ponte da Barca (1801 – 2004) | Població del concelho de Ponte da Barca (1801 – 2004) | Població del concelho de Ponte da Barca (1801 – 2004) | Població del concelho de Ponte da Barca (1801 – 2004) | Població del concelho de Ponte da Barca (1801 – 2004) |
| ----------------------------------------------------- | ----------------------------------------------------- | ----------------------------------------------------- | ----------------------------------------------------- | ----------------------------------------------------- | ----------------------------------------------------- | ----------------------------------------------------- | ----------------------------------------------------- | ----------------------------------------------------- |
| 1801                                                  | 1849                                                  | 1900                                                  | 1930                                                  | 1960                                                  | 1981                                                  | 1991                                                  | 2001                                                  | 2004                                                  |
| 10543                                                 | 9488                                                  | 12962                                                 | 13634                                                 | 16265                                                 | 13999                                                 | 13142                                                 | 12909                                                 | 13026                                                 |

## Freguesies
- Azias
- Boivães
- Bravães
- Britelo
- Crasto
- Cuide de Vila Verde
- Entre Ambos-os-Rios
- Ermida
- Germil
- Grovelas
- Lavradas
- Lindoso
- Nogueira
- Oleiros
- Paço Vedro de Magalhães
- Ponte da Barca
- Ruivos
- Salvador de Touvedo
- Sampriz
- Santiago de Vila Chã
- São João Baptista de Vila Chã
- São Lourenço de Touvedo
- São Pedro de Vade
- São Tomé de Vade
- Vila Nova da Muía